# Pirttijärvi (sjö i Muhos, Norra Österbotten)
Pirttijärvi är en sjö i kommunen Muhos i landskapet Norra Österbotten i Finland. Arean är 36 hektar och strandlinjen är 2,74 kilometer lång. Sjön  ingår i Uleälvens huvudavrinningsområde.   Den ligger omkring 29 kilometer öster om Uleåborg och omkring 530 kilometer norr om Helsingfors. 